# 코시모 핀토
코시모 핀토(이탈리아어: Cosimo Pinto, 1943년 3월 14일~)는 이탈리아의 권투 선수로 1964년 하계 올림픽 라이트헤비급에서 금메달을 획득했다.

## 경력
핀토는 1943년 3월 14일에 피에몬테주 노바라에서 태어났다. 그는 어릴 때 권투를 시작했고 군대에 있는 동안 훈련을 계속했다. 그는 1964년 10월 일본 도쿄에서 열린 1964년 하계 올림픽에서 불가리아의 알렉산더르 니콜로프와 소련의 알렉세이 키셀료프를 누르고 금메달을 획득했다.
올림픽 이후에도 대부분의 팀 동료와는 달리 그는 아마추어 선수로 남았고 1967년에 로마에서 열린 1967년 유럽 선수권 대회에서 동메달을 획득했다.